# ICI-118,551
ICI-118,551 je selektivni antagonist beta-2 (β2) adrenergičkog receptora. ICI se vezuje za β2 receptor sa više od sto puta većim afinitetom nego za β1 ili β3 receptor. Kompanija Imperijalne hemijske industrije je razvila ovo jedinjenje.